# Richard Hickey
Rich Hickey es un programador de computadoras y orador, conocido como el creador del lenguaje de programación Clojure. Clojure es un dialecto Lisp construido sobre la máquina virtual de Java. También creó o diseñó ClojureScript y el formato de datos de Notación de datos extensible (EDN).
Antes de Clojure, desarrolló dotLisp, un proyecto similar basado en NET Framework. Hickey es un desarrollador de software independiente y consultor con más de 20 años de experiencia en muchas facetas del desarrollo de software. Ha trabajado en sistemas de programación, automatización de transmisiones, análisis de audio y huellas dactilares, diseño de bases de datos, gestión de rendimiento, sistemas de sondeo a boca de urna y escucha automática.
Pasó cerca de dos años y medio trabajando en Clojure, gran parte de ese tiempo trabajando exclusivamente en Clojure sin financiamiento externo, antes de lanzarlo al mundo en 2007. En 2012, se lanzó Datomic, una base de datos distribuida patentada que coincidió con la incorporación de Cognitect. Desde 2013, es el director de tecnología de Cognitect, que fue adquirida por Nubank en 2020.

## Documentos
- Rich Hickey (February 1995), «Callbacks in C++ using template functors», C++ Report 7 (2): 43-50.. Reprinted in Stanley B. Lippman, ed. (January 1996). C++ Gems: Programming Pearls from The C++ Report (SIGS Reference Library). pp. 515–537. ISBN 978-1-884842-37-5.
- Rich Hickey (June 2020), «A History of Clojure», Proc. ACM Program. Lang 4, HOPL, Article 71.